# Prionopelta punctulata
Prionopelta punctulata es una especie de hormiga perteneciente al género Prionopelta. Se encuentra en Brasil, Paraguay y Argentina.